# Darius Twin
Darius Twin (ダライアスツイン) est un jeu vidéo de type shoot 'em up développé et édité par Taito, sorti en 1991 sur Super Nintendo et Console virtuelle (Wii).

## Accueil
- Tilt : 16/20[1]